# Tebenna agalmatopa
Tebenna agalmatopa là một loài bướm đêm thuộc họ Choreutidae. Nó được tìm thấy ở Sumatra.